# ماليكو (جزيرة)

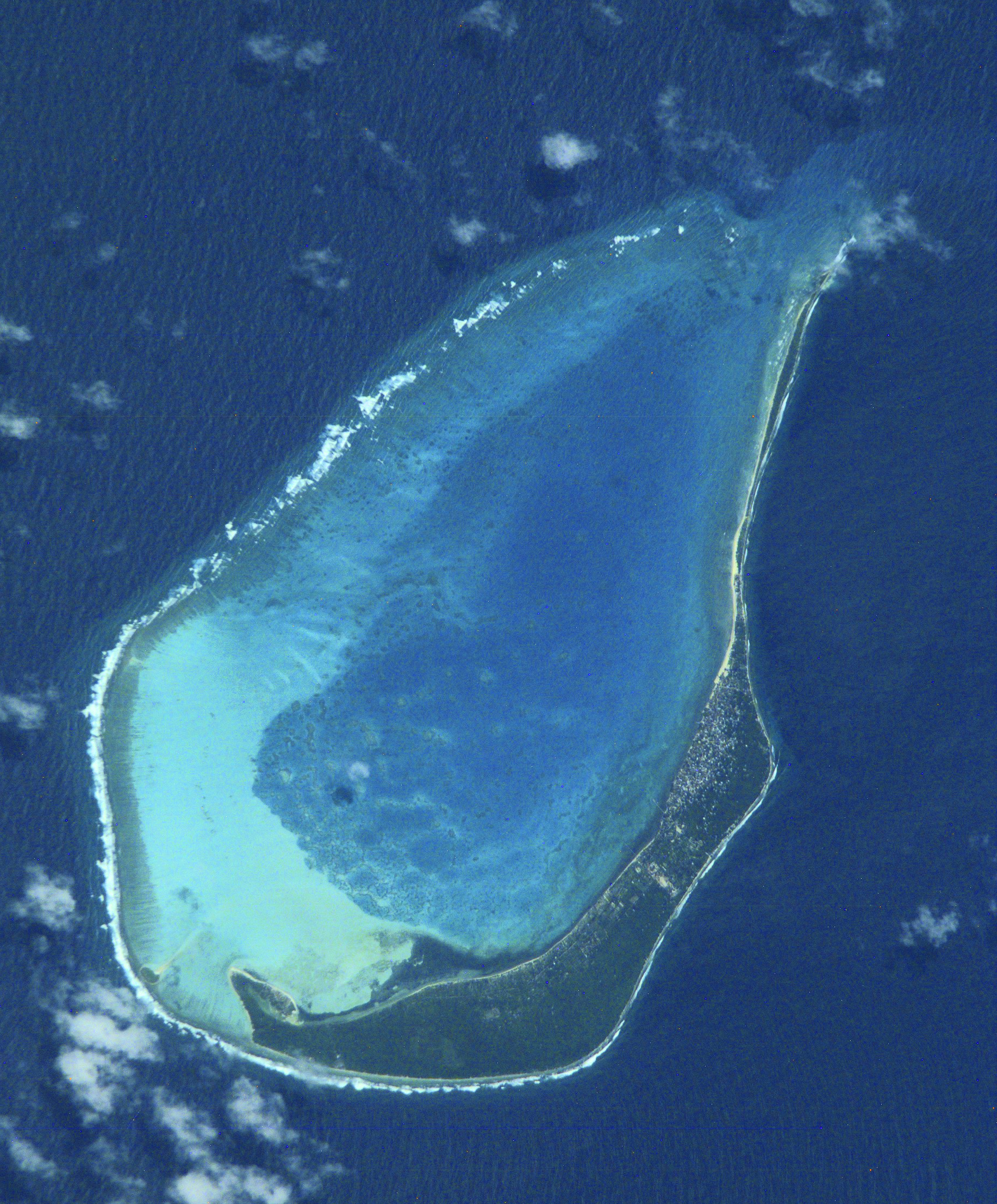
صورة جوية للجزيرة

ماليكو أتول (Maliku Atoll) أو مينيكوي أتول (Minicoy Atoll) هي جزيرة مرجانية كبيرة تقع في جنوب إقليم اتحاد لَكْشَدْوِيْب (Union Territory of Lakshadweep) التابع للهند. وتقع على بعد 201 كم من جنوب غرب كالبيني (Kalpeni)، وعلى بعد 125 كلم من جزيرة تُرَاكُنُ (Thuraakunu) المالديفية. يبلغ طول ماليكو أتول 10 كم، وأقصى اتساعها حوالي 6 كم. من الناحية الجغرافية هذا الإقليم أشبه لـ «إنوستغيتر بنك» (Investigator Bank)، وتغمر مياه ضحلة لمسافة تصل 31 كم إلى الشمال الشرقي من هذه الجزيرة المرجانية.

## الجزر
لا يوجد سوى اثنين من الجزر في هذه الجزر المرجانية:
ماليكو (Maliku) أو مِنِكُوْءِ (Minicoy) وهي جزيرة كبيرة مأهولة بالسكان تقع على الجانب الشرقي والجنوبي الشرقي من البحيرة، وعلى طول حافة الشعاب المرجانية. طول هذه الجزيرة من نهايتها الشمالية إلى الجنوب يبلغ 10 كم، وعرضها حوالي 1 كم في النصف الجنوبي منها، في حين أن النصف الشمالي أضيق من ذلك، وغالبا ما تكون أقل من 100 مترا.
تغطي الجزيرة كلها تقريبا أشجار جوز الهند (Coconut trees)، وأحد أهم معالم (Landmarks) الجزيرة منارة عالية (Tall lighthouse).
و لغة أهالي الجزيرة تختلف تماما عن بقية الجزر في إقليم اتحاد لَكْشَدْوِيْب (Union Territory of Lakshadweep)، حيث أن سكان الجزيرة يتحدثون اللغة المالديفية (Divehi)، وهذه اللغة معروفة بين أهالي الجزيرة باسم «مهل» (Mahl)، ويعتقد أن أصل «مهل» هي الكلمة العربية «محل»، وكأنهم يعنون بها اللغة المحلية. وكان اسم جزر المالديف (Maldives) قديما «محل ديب». ولدى الجزيرة العديد من الصلات الثقافية مع جزر المالديف (Maldives).
وِرِنغِلِ (Viringili) وهي جزيرة صغيرة تقع على الحافة الجنوبية الغربية للشعاب المرجانية. وطول هذه الجزير يبلغ بالكاد 200 مترا. وجدير بالذكر أن هناك أكثر من جزيرة تحمل هذا الاسم (Viringili) في المالديف مع تحريف بسيط وهو قلب (r) إلى (l). ولكن أصل الاسم كان باقيا إلى عهد قريب على ألسنة أهالي «هُوَدُ أتول» (Huvadu Atoll) المالديفية، حيث توجد جزيرة في «هُوَدُوْ» أيضا اسمها وِرِنغِلِ (Viringili)، وهم كانوا يسمونها «وِرِغِلاَّ» (Virigillaa) بلهجتهم المحلية. أما اسم تلك الجزير باللغة الرسمية المالديفية «وِلِنغِلِ» (Villingili) كما أشرت آنفا. فجزيرة وِرِنغِلِ (Viringili) التي توجد في ماليكو أتول غير مأهولة بالسكان، وكانوا ينفون مرضى البرص (Lepers) من ماليكو إلى تلك الجزيرة سابقا، حيث كانوا يعيشون في ظروف بائسة.

## بحر ماليكو أو ماليكو كَندُ (Maliku Kandu)
ماليكو كَندُ (Maliku Kandu) هو الاسم التقليدي لقناة واسعة بين ماليكو وإقليم إِهَوَنْدِبُّلُ (Ihavandippulhu) المالديفية. وقد سمي القناة في خرائط الأدميرالية «قناة الدرجة الثامنة» (Eight Degree Channel). وهناك أسماء أخرى لنفس القناة، منها:
أَدِغِرِ كَندُ (Addigiri Kandu) ومَامَليه كَندُ (Māmalē Kandu)، كما سميت القناة في الخرائط الفرنسية القديمة «كورنت دي مالكات» (Courant de Malicut).

## تاريخ
ماليكو أَتُوْلُ (Maliku Atoll) كان قديما أتولا من أتولات المالديف، ولكن نظرا للظروف الجغرافية والاجتماعية تم فصل ماليكو أَتُوْلُ (Maliku Atoll) من المالديف، وقبل منتصف القرن 16 الميلادي كانت تعتبر الجزيرة هي الحد الأقصى لشمال المالديف. ولكنها أصبحت فيما بعد جزءا من إقليم لَكْشَدْوِيْب الهندية. ويقال أن سكان مَلِكُ فضلوا الانضمام إلى الهند نظرا لبعض المضايقات التي كانوا يتعرضون لها من المالديف آنذاك.
وقد تم الاتفاق على معاهدة الحدود البحرية بين الهند والمالديف في ديسمبر 1976، حيث وضعت ماليكو على الجانب الهندي من الحدود. ومع ذلك أعلن وزير الأتولات (Minister of Atolls) المالديفي الأسبق عبد الله حميد بأن ماليكو كانت جزءا من جزر المالديف، وذلك في خطاب قدمه بمناسبة يوم الاستقلال بتاريخ 26 يوليو (تموز) 1982، وهو أخ غير شقيق لرئيس المالديف السابق مأمون عبد القيوم.
لقد تسبب خطاب ذلك الوزير أزمة دبلوماسية بين الهند وجزر المالديف، حتى اضطر الرئيس مأمون عبد القيوم أن يوضح بأن المقصود من كلام الوزير كان لتسليط الضوء على الروابط اللغوية والثقافية والدينية بين جزر المالديف وماليكو، وأن جزر المالديف لم تكن تعتزم تقديم دعوى سياسية على ماليكو أَتُوْلُ (Maliku Atoll)، وبذلك قد انتهت الأزمة.

## الخلاصة
الاسم الإداري بالإنجليزية: ميني كوي (Minicoy)
اسم الأتول: ماليكو أتول (Maliku Atoll)
الموقع: المحيط الهندي
عدد السكان: 9495
عدد الجزر: 2
عدد الجزر المأهولة: 1 (ماليكو - Maliku)
عدد الجزر الغير مأهولة: 1 (جزيرة وِرِنغِلِ - Viringili أو وِلِنغِلِ - Villingili)